# ستيلا داماسوس
ستيلا داماسوس (بالإنجليزية: Stella Damasus)‏ (من مواليد 24 أبريل 1978) هي مُمثلة ومُغنية نيجيرية. سنة 2009 رُشحت لنيل جائزة الأكاديمية الأفريقية للأفلام لأفضل ممثلة في دور رئيسي في إطار حفل توزيع جوائز أكاديمية الأفلام الأفريقية. فازت بجائزة أفضل ممثلة في حفل توزيع جوائز نيجيريا الترفيهية عام 2007. في عام 2012، فازت بجائزة أفضل ممثلة عن دورها في فيلم Two Brides and a Baby في حفل توزيع جوائز أكاديمية الأيقونات الذهبية في هيوستن في ولاية تكساس الأمريكية.

## طفولتها
ولدت ستيلا داماسوس في مدينة بنين بولاية إيدو في نيجيريا. لديها أربع شقيقات. نشأت ستيلا في مدينة بنين وهُناك أتمت معظم تعليمها الابتدائي. في سن الثالثة عشرة، انتقلت ستيلا إلى مدينة أسابا في ولاية دلتا مع أسرتها وأنهت هُناك تعليمها الثانوي.

## روابط خارجية
ستيلا داماسوس على موقع IMDb (الإنجليزية)
- ستيلا داماسوس على موقع ميوزك برينز (الإنجليزية)
- ستيلا داماسوس على موقع قاعدة بيانات الفيلم (الإنجليزية)